# Lancia Prisma
Der Lancia Prisma ist ein von November 1982 bis 1989 gebautes Pkw-Modell der unteren Mittelklasse des italienischen Automobilherstellers Lancia. Es ist die Stufenheck-Version des Delta. Wie beim Delta nutzte Lancia die Bodengruppe des Fiat Ritmo, aber mit der bei Lancia konstruierten Camuffo-Hinterachse.

## Übersicht
Im Laufe der Bauzeit des Lancia Prisma standen fünf Ottomotoren mit Leistungen zwischen 55 kW (75 PS) und 85 kW (115 PS) und zwei Dieselmotoren mit 48 kW (65 PS) und 59 kW (80 PS) zur Auswahl.
Im Mai 1986 erhielt der Prisma zusammen mit dem Delta ein dezentes Facelift. Dabei wurden die Radscheiben, Innenraum und Kühlergrill der damaligen Designlinie angepasst. Der 1,6-l-Ottomotor wurde nun auch mit elektronischer Einspritzung angeboten und leistete damit 79 kW (108 PS). Der neue 2.0 i. e. hatte Allradantrieb.
Der Prisma wurde überwiegend im Lancia-Werk Chivasso bei Turin gebaut.
Im April 1989 wurde er durch den Dedra abgelöst, den es ab Mitte 1994 auch als Kombi gab.
Zum Stichtag 1. Januar 2024 waren in Deutschland laut KBA noch 37 Lancia Prisma angemeldet.

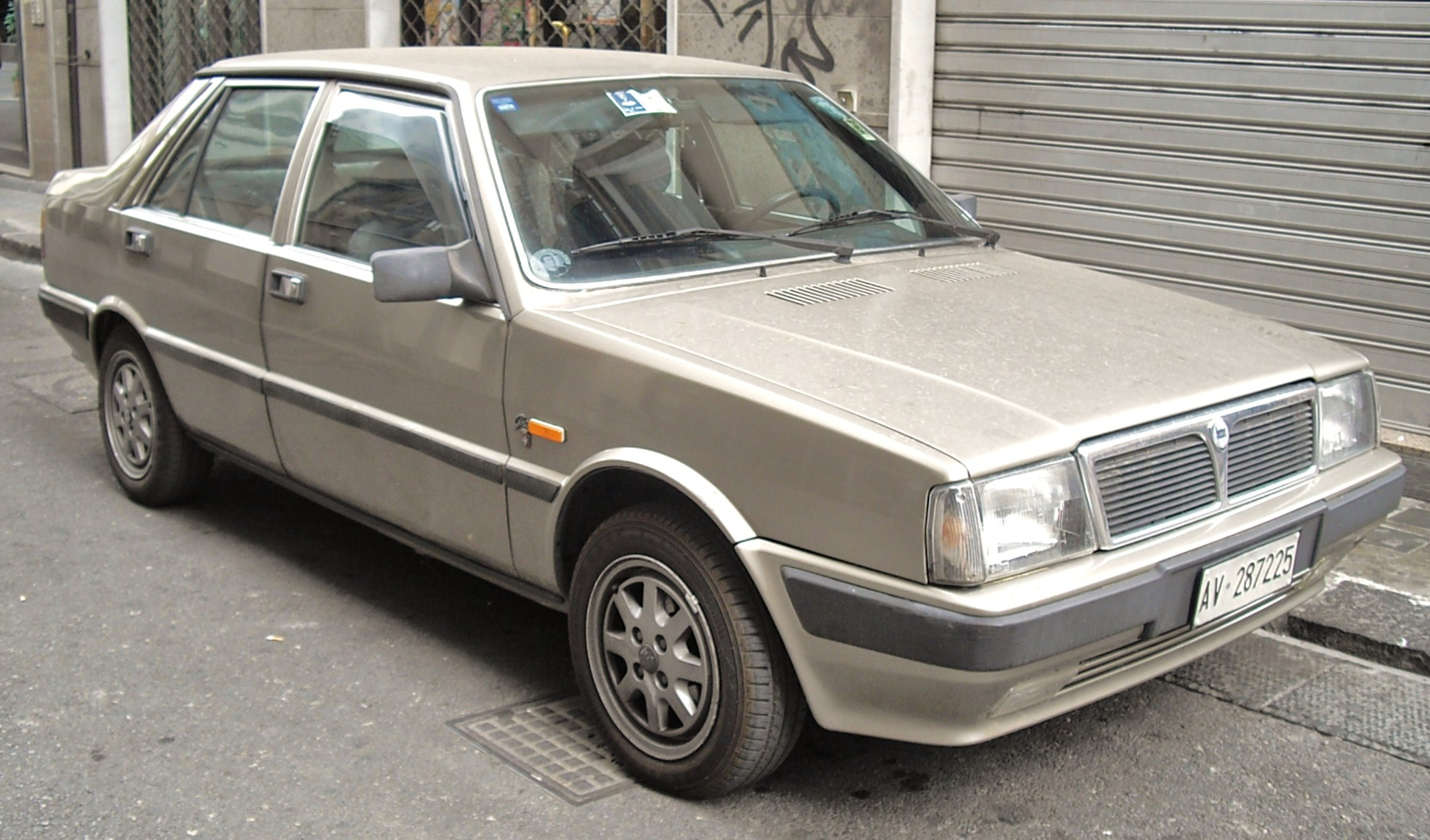
Lancia Prisma (1986–1989)
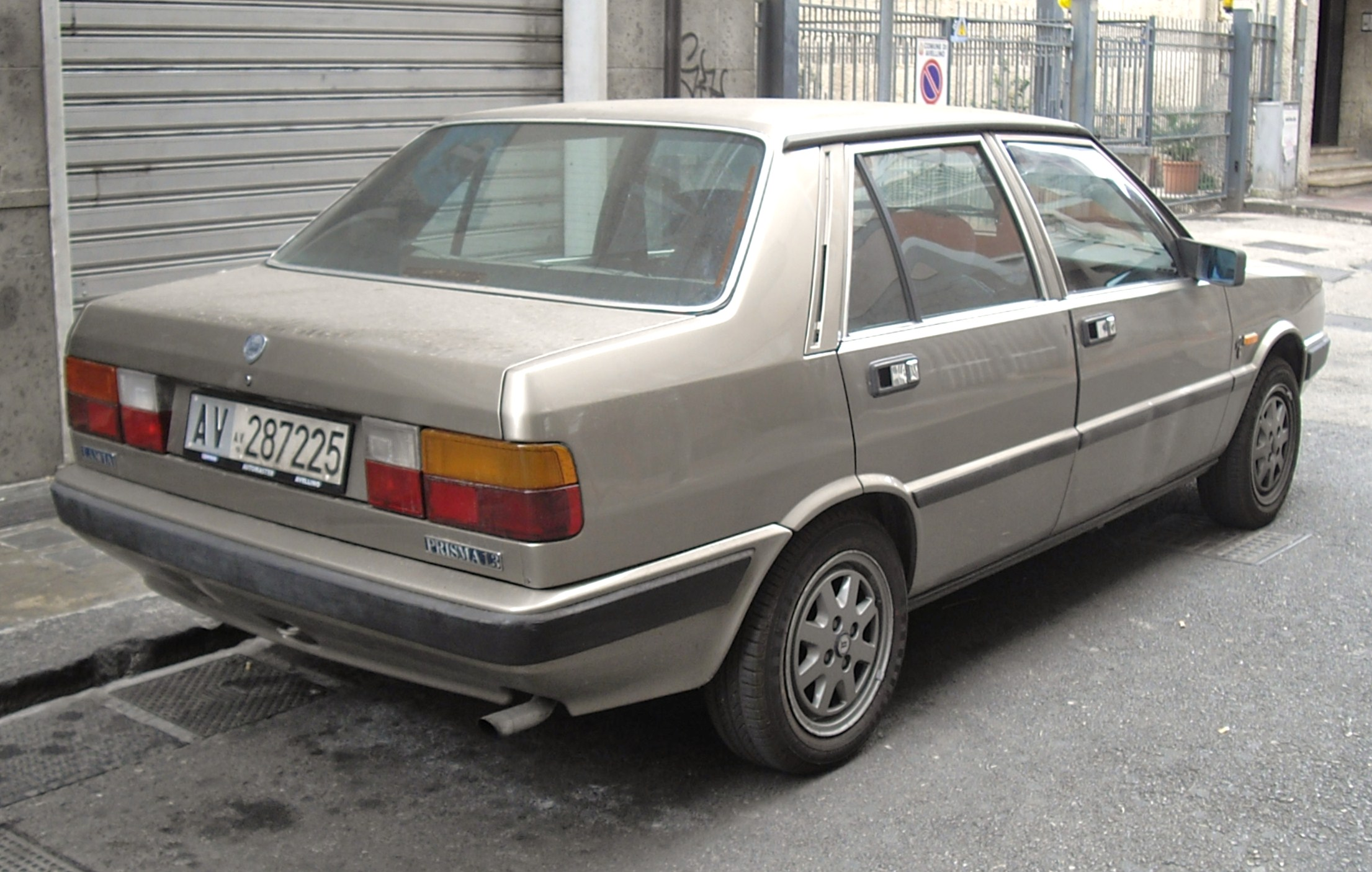
Heckansicht

## Motoren
Alle Motoren haben zwei Ventile pro Zylinder, die über Tassenstößel von zahnriemengetriebenen, obenliegenden Nockenwellen betätigt werden. Bei den beiden kleineren Ottomotoren und den Dieseln hängen die Ventile parallel, bei den anderen Motoren sind sie in V-Form gegenüber angeordnet.
| Motor          | Hubraum cm³ | Bauart | Leistung kW ; PS 1/min | Drehmoment Nm 1/min | Bauzeit         |
| -------------- | ----------- | ------ | ---------------------- | ------------------- | --------------- |
| 1300           | 1301        | SOHC   | 55; 75 bei 5800        | 105 bei 3500        | 11/1982–04/1989 |
| 1500           | 1498        | SOHC   | 62; 85 bei 5800        | 123 bei 3500        | 11/1982–04/1989 |
| 1600           | 1585        | DOHC   | 77; 105 bei 5900       | 127 bei 4000        | 11/1982–04/1986 |
| 1600           | 1585        | DOHC   | 74; 100 bei 5900       | 127 bei 4000        | 05/1986–04/1989 |
| 1600 i. e.     | 1585        | DOHC   | 79; 108 bei 6100       | 136 bei 3300        | 05/1986–04/1989 |
| 2000 i. e. 4WD | 1995        | DOHC   | 85; 115 bei 5400       | 163 bei 3250        | 05/1986–04/1989 |
| 1900 D         | 1929        | SOHC   | 48; 65 bei 4600        | 119 bei 2000        | 11/1982–04/1989 |
| 1900 TD        | 1929        | SOHC   | 59; 80 bei 4200        | 172 bei 2400        | 05/1985–04/1989 |